# 온게임넷 스타리그
스타리그(Starleague)는 OGN의 주최로 진행된 KeSPA 공인 스타크래프트 시리즈 개인리그였다. 1999년 99 PKO를 시초로 하며 2000년 하나로통신배부터 스타리그라는 명칭을 쓰기 시작하였다. tving 스타리그 2012를 마지막으로 스타크래프트: 브루드 워로 이어지는 13년의 역사를 마치고 스타크래프트 II: 자유의 날개으로 종목을 대체하게 되었다. 3회 우승자를 4명 배출했으며, 각 종족별로 역대 우승자중 3명(임요환, 이제동, 허영무)은 2연속 우승을 달성하기도 하였다. 2013 시즌에는 WCS와의 연계에 따라 WCS 코리아 스타리그로 진행되었다. 2014년부터 온게임넷이 리그 오브 레전드 종목을 중점으로 방송 하고 있으며 2015년 2월 온게임넷 스타리그의 부활은 쉽지 않겠지만 스타 1과 관련된 콘텐츠를 계속 다루겠다는 내용의 인터뷰를 통해 스타리그의 폐지를 기정사실화하는 내용의 인터뷰를 온게임넷에서 밝히면서 e스포츠의 시초였던 스타리그는 폐지되었다.

## 역사

### 스타리그의 탄생
1998년 6월 1998년 FIFA 월드컵으로 인해 전 세계적으로 축구 붐이 일기 시작했으며, 이에 월드컵이 열리기 1년 전에 축구 시뮬레이션 게임인 《피파 월드컵 98》이 출시되었다. 이러한 상황에서 당시 투니버스의 PD 황형준은 ‘이걸 갖고 실제 중계방송을 하면 어떨까’라는 생각을 가지고 실제 경기가 열리기 전인 1998년 5월 게임으로 결과를 예측해 보자는 의견을 냈고, 그래서 방송한 프로그램이 〈예측! 98 사이버 프랑스 월드컵〉이었다. 이 프로그램은 곧 큰 인기를 끌었으며, 시뮬레이션이 아닌 실제로 경기를 중계방송하는 게 어떨까라고 생각하게 된다. 마침 1998년 여름 스타크래프트(오리지널)가 당시에 전국에 PC방 열풍을 불어일으킬 정도로 인기였고, 전국 각지에서 소규모 오프라인 대회도 속속 개최되었는데, 황형준은 이를 보고 텔레비전을 이용한 게임 중계를 제안했으며, 마침내 1999년 3월 소규모 오프라인 대회중 하나인 ‘KPGL배 하이텔 게임넷’이 투니버스를 통해 세계 최초의 게임 중계 방송이 전파를 타기에 이르렀다. 이 과정에서 스튜디오가 없어 온미디어 사옥 휴게실에 있던 탁구대에 천을 덮어 탁자를 만들고 2대의 일반 모니터에 컴퓨터를 연결해서 경기를 중계했다. 당시에는 옵저빙 기술도 없었으므로 카메라처럼 경기내용을 담아낸 것이 전부였지만, 결과는 대성공이었다.

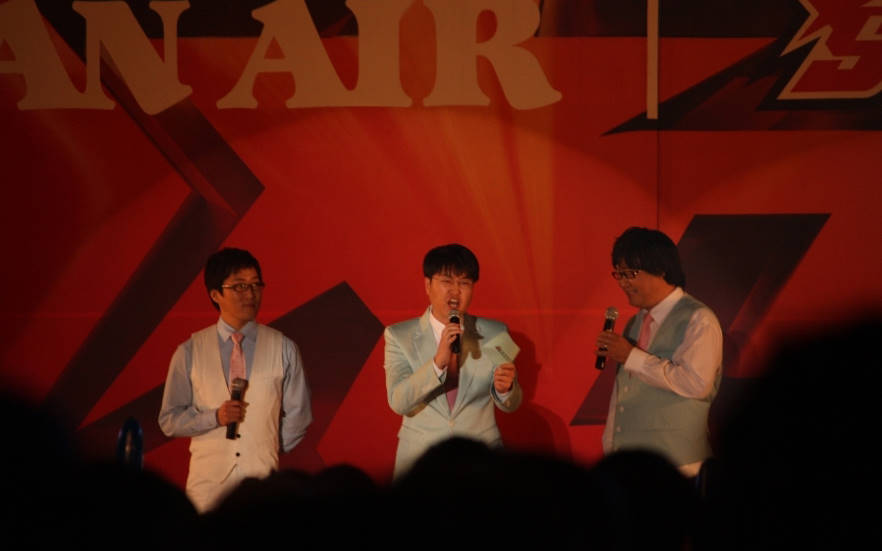
결승전 무대에 있는 엄전김

이 성공을 바탕으로 이후 중계진을 구하는 과정에서 만화 까꿍의 CD 게임화시절에 자주 만났던 까꿍의 스토리 작가 엄재경이 스타크래프트에 해박했으며 동시에 달변가라는 사실을 알고 해설로 영입했으며, 1998년 12월 래더랭킹 1위였던 김태형(개명 전 김도형)이 1999년 10월부터 해설을 맡기 시작하면서 스타리그가 탄생하게 된다.

### 개국 이전
1999년 10월 2일부터 12월 30일까지 개최되었던 스타리그의 전신인 99 프로게이머 코리아 오픈(PKO)은 당시 온·오프라인 게임대회 주최업체였던 PKO가 리그의 주최권을 가지고 있었으며 투니버스는 그 리그를 방영하는 주관방송사의 위치에 있었다. 그러나 대회 기간이 무려 3개월로 당시 그 어떤 대회들보다 두달가량 길어서 참여하지 않는 선수들이 상당히 많았으며, 예선전 제도 말고도 초청 선수 제도로 인해 프로게이머 권위까지 높지 않은 상태였다. 이런 상황 속에 주관방송사인 투니버스와 주최사인 PKO간의 의견 충돌로 인해 이미 11월초부터 PKO가 완전히 손을 떼고 투니버스 측이 독자적으로 리그를 진행했다. 이로 인해 온게임넷 측은 이 대회를 정식 스타리그의 1회 대회로 인정하지 않았으며, 그 다음 개최된 2000 하나로통신배 투니버스 스타리그부터 1회 대회로 인정했다. PKO는 2000년 1월부터 주관 방송사를 SBS로 옮기고 2002년 3월 도산할때까지 계속 대회를 운영해 나갔다. 이처럼 여러 가지 갈등이 있었으나 대회 자체는 성공리에 마무리 되었고 투니버스는 최초의 스타리그인 2000 하나로 통신배 투니버스 스타리그라는 새로운 대회를 유치하기로 한다.
그러나, 2000 하나로통신배 투니버스 스타리그가 열린 2000년 2월 당시에는 아직 IMF 구제금융사건의 여파가 상당히 많이 남아있어서 투니버스의 모회사인 온미디어 측의 지원은 아예 없었으며, 리그를 담당하던 황형준은 스폰서를 유치하기 위해 서른 군데가 넘는 기업들을 찾아다녔지만, 기업의 결정권을 가지고 있던 중견 간부들의 인식 부족으로 대회 시작 일주일 전까지 스폰서의 유치는 수포로 돌아갔다. 이런 상황 속에 마지막이라는 생각으로 하나로통신을 찾아가게 되었고, 하나로통신 상무에게 일주일 간 매달린 끝에 방송 4일전 스폰서로 결정되었다. 최초로 스타리그라는 명칭을 쓴 2000 하나로통신배 투니버스 스타리그는 최초의 스타리그이자 게임 대회 사상 최초로 자체 제작 맵을 만드는 등 전 대회인 99 프로게이머 코리아 오픈과는 다르게 새로운 시도들을 많이 했으며 당시 스타크래프트 최강자였던 기욤 패트리의 우승으로 대회는 큰 흥행을 거두게 되었고 이를 바탕으로 그 해 7월 24일, 황형준의 제안으로 온게임넷이 개국하게 된다.

### 리그의 순항

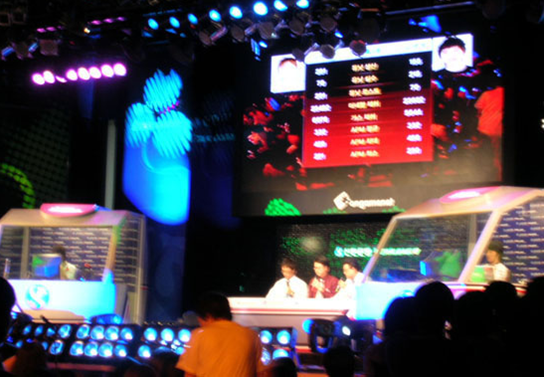
스타리그가 펼쳐지고 있는 용산 이스포츠 전용 경기장

2000 프리챌배 온게임넷 스타리그부터는 폐쇄형 스튜디오를 벗어나, 관람객이 있는 개방형 스튜디오에서 경기를 치르게 되고 결승전 또한 대회 최초로 스튜디오 외부에서 결승전을 진행하였다. 이후 2001 한빛소프트배 온게임넷 스타리그부터는 메이저 리그로 전환되었고, 처음으로 모든 경기가 생방송으로 시작되었으며 ‘테란의 황제’ 임요환은 신출 귀몰한 드랍쉽 작전으로 우승을 하면서 프로게임계의 최고 스타로 떠올랐다. 2001 코카콜라배 온게임넷 스타리그에서는 역대 스타리그 최고 라이벌 전이라고 손꼽히는 ‘임진록(임요환 vs 홍진호)’이 펼쳐져 그 이전과는 다르게 많은 관심을 모았다. 이렇게, 스타리그는 연이은 흥행으로 2000년 여름에 투니버스 스타리그 시절 계약직 사원 네댓 명과 창고방에서 시작했던 게임 방송이 이제 80여 명의 인력이 일하는 게임 전문 방송국으로 발전해 나가는 단초가 된다.
2002 NATE배 온게임넷 스타리그부터는 정일훈이 캐스터에서 빠지고, iTV 캐스터 출신이자 예선전을 진행하던 전용준이 그 자리를 메우게 된다. 처음에는 정일훈과 비교로 많은 비판을 받았으나, 1달도 지나지 않아 ‘MC 용준’이라는 애칭을 얻을 정도로 큰 인기를 모은다.

### 리그의 위기와스타 II로의 전환과 스타리그의 폐지

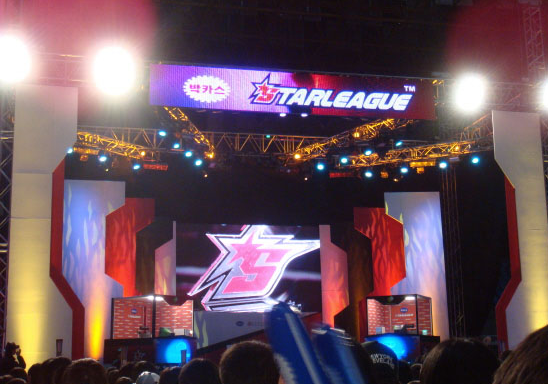
2003 Mycube배 온게임넷 스타리그부터 tving 스타리그 2012까지 사용된 스타리그 로고

2003 MYCUBE배 온게임넷 스타리그부터는 정식으로 스타리그 엠블럼을 도입하였고(이때, 마우스맨이 생겨났지만, 신한은행 스타리그 2006 Season 3부터 사라졌다.), 사상 최초로 스타리그 오프닝에 선수들을 직접 촬영하는 기법등을 도입하는 등 이존의 스타리그 대회들보다 상당히 많은 발전을 이루었으며, 규모 면에서도 매우 커졌지만, 타 게임 채널의 성장(MBC게임)과 스타크래프트 생방송 중계에 대한 신비감 저하로 인해 2002 Panasonic배 스타리그이후부터는 갈수록 관중의 수는 줄어드는 위기를 맞게 된다. 이에 2003년 3월 1일부터 ‘팀 체제’를 바탕으로 한 프로리그를 출범시켰고, 특히 질레트 스타리그 2004부터 신한은행 스타리그 2005에 이르기까지, 리그의 분위기를 북돋아주는 8강전을 도입하였는데 이로 인해 서울에만 집중되던 대회 경기들을 지방으로 분산시키는 효과를 가져와서 당시 상대적으로 소외되어 왔던 지역팬들의 호응이 이시기에는 폭발적으로 달아올랐다.
그러나 2008년 봄부터 수많은 프로게이머들이 은퇴하기 시작하면서 스타리그 사상 최대의 위기를 겪게 되었고 2010년 스타크래프트 승부조작 사건과 블리자드와의 소송권 분쟁(다음해인 2011년부터 온게임넷의 모든 스타크래프트 대회에 블리자드로고를 포함시키면서 소송권 분쟁을 종료하게 된다.) 그리고 같은해 7월 27일 스타크래프트 II: 자유의 날개가 발매되었고 브루드워의 대회는 Tving 스타리그 2012를 마지막으로 마무리가 되었으며, 34번째 대회(99 프로게이머 오픈을 포함하면 35번째 대회)부터는 스타크래프트 II로 스타리그의 역사를 계속 이어나가게 되었고 2013년도 WCS체제로 들어오게 되면서 스타크래프트 II: 군단의 심장으로 지속되었다. 그러나 2014년부터는 온게임넷이 리그 오브 레전드 중심으로 중계했는데, 2015년 2월 온게임넷 스타리그의 부활은 쉽지 않겠지만 스타 1과 관련된 콘텐츠를 계속 다루겠다는 내용의 인터뷰를 통해 사실상 스타리그의 폐지를 기정사실화하는 내용의 인터뷰를 하면서 e스포츠의 시초였던 스타리그는 역사 속으로 완전히 사라졌다.

2003 MYCUBE배 온게임넷 스타리그부터 Tving 스타리그 2012까지 사용된 로고
옥션 스타리그 2012부터 새로이 도입된 스타크래프트 II 종목 전환이후 사용되는 로고

## 리그 방식

### 하부 리그
스타리그 본선 진출자를 가리기 위해 하부리그인 스타챌린지 혹은 듀얼토너먼트 리그를 운영하였다. 2002년부터 2008년까지 진행되었으며 2007년부터는 챌린지리그를 스타챌린지로 변경하였고, 2008년, EVER 스타리그 2008에서 28강 제도를 사용으로 폐지되었다. 2011년, 다시 듀얼토너먼트로 변경되었다.
마이너리그인 챌린지리그와 메이저 리그인 스타리그의 시즌 사이마다 차기 시즌 스타리거를 가리기 위해 열렸으며, 챌린지리그를 통과한 선수들과 스타리그에서 탈락한 선수를 경합시켰다. 여기서 탈락한 반은 챌린지리그로 강등되고 통과한 반은 스타리그로 진출했다.
챌린지리그에서 각 조 2위 이상을 한 선수가 듀얼토너먼트로 통과되며, 스타리그에서 3위 이상을 기록하지 못한 선수들, 즉 4위부터 최하위까지의 선수들이 듀얼토너먼트를 치르게 된다. 4인 1조로 이루어진 각 조는 챌린지리그에서 올라온 두 선수와 스타리그에서 탈락한 두 선수로 이루어지는데, 조별 선수배치는 각 대회에서 주최측에서 매겨진 순위에 의거한다.
하루에 한 조의 경기가 진행되는데, 짧은 경기 기간에 시즌 내내를 챌린지리그에서 보내느냐, 스타리그에서 보내느냐가 결정되므로 선수들에게는 무척 중요도 높은 대회로 여겨졌다. 실제로 스타리그에서 활약하던 선수가 4강이나 8강 이상의 상위입상을 하고도 듀얼토너먼트에서 탈락해 하루 아침에 PC방 예선을 치르는 신세가 되거나 하는 경우가 많았고, 꾸준히 스타리그에 올라서고도 듀얼토너먼트에서 챌린지리그로 떨어진 것을 계기로 슬럼프가 시작된 선수 또한 많았다.

#### 연혁
- 2002 1차 챌린지 리그 & 2차 듀얼 토너먼트 ~ 2004 게임빌 2차 챌린지 리그 & 2차 듀얼 토너먼트
  - 24강을 6개조로 나눠 1회차부터 3회차까지는 각 조의 승패자조 결정전
  - 4회차부터 6회차까지는 각 조 승패자전(승자전 승자가 순위결정전 진출,조1위 듀얼 진출)
  - 7회차부터 9회차까지는 3전 2선승제로 최종 진출전(승자가 조2위로 듀얼진출)
  - 10회차부터 12회차까지는 각조 1위 듀얼 진출자 6명이 6인 풀리그진행
  - 결승전으로 차기 스타리그 4번시드 결정(2002년 2차부터 적용)
    - 2004년 G-voice 챌린지 리그에서는 승패자전 경기 일부를 지방투어로 실시하였다.(하부리그 최초의 지방투어 - 김해에서 진행)
    - 2004년 G-voice 1차 챌린지 리그에서는 6인 풀리그에서 4인 동률이 발생해 4인 결승전 진행
    - 2004년 게임빌부터 6강 조별 풀리그로 각조1위 결승(시드결정전) 진출.
- 2004 CYON 3차 챌린지 리그 & 3차 듀얼 토너먼트
  - 6회에 걸쳐 하루에 듀얼 진출자를 가림
  - 각 조 1위진출자가 2개조로 나누어 풀리그 진행 각 조1위 2인이 결승을 치름
  - 결승전으로 차기 스타리그 4번시드 결정
  - 2005년 다음 다이렉트배부터 듀얼 토너먼트 1R로 개명
  - 2005년 3차 듀얼 토너먼트부터 2006년 2차 듀얼 토너먼트까지는 24강 체제로 진행되어 듀얼 토너먼트 2R와 통합
- 2005 다음 다이렉트 1차 듀얼 토너먼트 ~ 2005 구룡쟁패 2차 듀얼 토너먼트
  - 챌린지 리그가 듀얼 토너먼트에 흡수 통합 (챌린지 리그 → 듀얼 토너먼트 1R, 듀얼 토너먼트 → 듀얼 토너먼트 2R)
  - 리그 방식은 동일
- 2005 K-SWISS 3차 듀얼 토너먼트 ~ 2006 2차 듀얼 토너먼트
  - 스타리그 24강의 개편으로 듀얼 토너먼트 1R, 2R를 통합하고 추가선발전 실시 (16강 원데이 듀얼방식 사용)
- 2007 1차 듀얼 토너먼트
  - 16강 회귀로 리그 방식을 변경
  - 순위결정전 폐지
- 2007 스타 챌린지 시즌 1 & 2차 듀얼 토너먼트 ~ 2007 스타 챌린지 시즌 2 & 3차 듀얼 토너먼트
  - 스타리그 16강 회귀와 함께 챌린지 리그가 스타 챌린지라는 이름으로 듀얼 토너먼트와 각각 분리 후 부활
  - 6회에 걸쳐 원데이 듀얼방식으로 진행
  - 각 조 1위 진출자가 토너먼트를 치름
  - 스타리그 4위와 6강 토너먼트 승자 3명이 4강전을 거쳐 결승전으로 차기 스타리그 4번시드 결정
  - 2007 스타 챌린지 시즌 2부터 2008 스타챌린지 슬로건 :"To The Next Level, Upgrade My Pride"
- 2008 스타챌린지
  - 스타리그가 24강 체제로 변경하면서 듀얼 토너먼트 폐지, 시드결정전이 사라짐
  - 36강 체제 변경으로 완전 폐지
- EVER 스타리그 2008
  - 스타 챌린지와 듀얼 토너먼트가 폐지되고 스타리그 24강으로 변경
  - 지난 시즌 4강 진출자는 16강에 자동 진출하고, 오프라인 예선을 뚫고 올라온 12명과 지난 시즌 16강 진출자 12명, 총 24명이 각 4명씩 한 조를 이뤄 각 조 상위 2명이 16에 진출한다.
- 인쿠르트 스타리그 2008 ~ 박카스 스타리그 2010
  - 24강 체제에서 36강 체제로 변경
  - 지난 시즌 4강 진출자들은 16강에 자동 진출하고, 16강 진출자들은 36강 2차전에 자동 진출한다.
  - 오프라인 예선 통과자들은 36강 1차전에 진출한다.
  - 36강 1차전 진출자 2명과 2차전 진출자 1명이 한 조가 되어 1차전 진출자끼리 3판 2선승제로 경기를 치른 후 승자가 2차전 진출자와 3판 2선승제로 경기 후 최종 승자가 16강에 진출한다.
- 스타리그 듀얼 2011 ~ 옥션 올킬 스타리그 2012
  - 스타리그가 36강 체제에서 16강 체제로 회귀하면서 스타리그 듀얼이라는 이름으로 24강 듀얼 토너먼트 부활
- WCS 코리아 2013 시즌 2 옥션 올킬 스타리그 스타리그
  - 스타리그와 GSL이 WCS 산하에 들어감에 따라 GSL의 코드 A방식으로 진행 (WCS 챌린저리그 ->WCS 챌린저리그:승격 강등전->WCS 코리아 스타리그 본선)

### 본선
전통적인 16강 리그 방식은 바둑TV에서 차용했으며, 프리챌배와 신한은행 2006 시즌을 제외하고는 변함없이 계속되었다. EVER 스타리그 2008 이후 하부리그 폐지로 24+4강 제도를 시행하다가, 다음 시즌인 인크루트 스타리그에 16강 리거에게 어드밴티지를 주기 위해 36강 제도를 차용하였으며 2011년 스타리그부터는 24+4강 제도를 부활 시켰다.
2011년 스타리그에서는 프로는 물론 아마추어까지 참가가 가능하도록 리그 구조를 완전 개편한 적이 있었다. 이 때의 아마추어 전용 리그로 "마이 스타리그"라는 명칭으로 진행되었으며 이 대회를 통해 전국에서 12명의 선수를 선발했으나 본선 예선전에서 프로 선수들을 상대로 모두 패해 탈락하고 2012년 스타리그에서는 폐지되었다.
EVER 스타리그 2008부터 사용된 24강 듀얼 토너먼트를 통해 진출한 12명의 선수와 전 시즌의 성적에 따라 우승자가 1번 시드를 받고, 준우승자가 2번 시드, 4강 진출자는 승률에 따라서 3번 시드와 4번 시드가 결정되었다.
박카스 스타리그 2009까지는 1번 시드부터 자기가 마음에 드는 선수를 지명하며, 4번 시드를 받은 선수까지 지명하며 이후 스네이크 방식으로 지명받은 선수들이 다시 지명하면서 A, B, C, D조가 만들어졌다. 그러나 조지명식의 박진감을 위해 EVER 스타리그 2009부터는 새로 조지명식 방식이 변경되었는데 비시드자 12명이 추첨을 통해 2개 자리를 뽑아 자신이 들어갈 자리를 선택하며, 이후 시드자들이 조지명식 전에 미리 지명 선수 이름을 적어 둔 골든볼을 사용할지 말지를 고르는데, 골든볼을 사용하면 지명 선수를 불러들이는 동시에 자기 조에서 내보내고 싶은 선수를 아무나 보낼 수 있으며, 골든볼을 포기하면 골든볼에 적힌 선수와 상관 없이 다른 선수를 지명해 데려올 수 있지만 그 대신 내보낼 선수를 선택할 권한은 없고, 그 선택권은 데려올 선수가 원래 속한 조의 탑 시드자에게 있다. 그리고 1번 시드자는 아무런 조건 없이 자기 조에서 내보낼 선수와 대신 그 자리에 넣을 선수를 고를 수 있다.
박카스 스타리그 2010부터는 조 지명 방식에서 조 추첨 방식으로 변경함으로써 지난 대회 시드권자들의 권한이 사라졌다가 tving 스타리그 2012 조지명식에서는 조 지명 방식과 조 추첨 방식을 혼합함으로써 시드자들의 권한이 부활하였다. 옥션 스타리그 2012 조지명식부터는 지난 대회 우승자와 준우승자만이 시드를 얻기 때문에 시드자가 C조와 D조의 시드자를 지명하고 자신의 상대를 지명할 수 있는 권한을 가졌다.
16강 조주첨식에 따라 배정된 조에서 각 선수는 다른 선수와 각각 조별 풀리그, 조 당 총 여섯 경기를 치르고 경기 결과에 따라서 한 조의 순위가 결정되며, 상위/하위 3인의 승패가 동률인 경우에는 삼자재경기를 통해 올라갈 선수를 가리게 된다. 모든 조의 진출자가 결정되면, 승자승 원칙에 따라 순위가 결정된다.
16강 순위에 따라 심판이 배석한 상황에서 추첨하게 되고 각 조 1위 선수는 다른 조의 2위 선수와 붙게 되며, 똑같이 각 조 2위 선수는 다른 조 1위 선수와 붙게 된다. 이런 방식으로 나온 대진표에 따라 8강부터는 토너먼트로 붙게 되며 3전 2선승제(분리형)를 펼치게 된다. 1주차에는 한 경기만 펼치고, 2주차에는 결과에 따라 최대 두 경기까지 펼친다. 4강에 진출하는 4명의 선수가 결정되면 4강 5전 3선승제의 경기를 통해 결승전에 진출하며, 5전 3선승제의 결승에서 이기는 선수가 우승하게 된다. 이후 우승자와 준우승자는 각각 차기 1, 2번 시드를 받게 되고 3, 4번 시드는 3, 4위전 없이 16강부터의 승률로 계산하여 승률이 높은 쪽이 3번 시드, 낮은 쪽이 4번 시드를 받게 된다.
역대 3위 시드자 승률
| 리그명                 | 선수 이름 | 16강                     | 8강     | 4강     | 총 전적                | 승률                |
| ---------------------- | --------- | ------------------------ | ------- | ------- | ---------------------- | ------------------- |
| EVER 2008              | 없음      |                          |         |         |                        |                     |
| 인크루트 2008          | 도재욱    | 3승                      | 2승     | 1승 3패 | 6승 3패                | 66.6%               |
| BATOO 08~09            | 김택용    | 3승                      | 2승     | 3패     | 5승 3패                | 62.3%               |
| 박카스 2009            | 정명훈    | 3승                      | 2승     | 1승 3패 | 6승 3패                | 66.6%               |
| EVER 2009              | 김윤환    | 2승 1패                  | 2승     | 1승 3패 | 5승 4패                | 55.6%               |
| 대한항공 2010          | 박세정    | 1승 2패 (재경기 3승 1패) | 2승     | 3패     | 6승 6패(재경기 적용시) | 50% (재경기 적용시) |
| 대한항공 2010 Season 2 | 윤용태    | 3승                      | 2승     | 1승 3패 | 6승 3패                | 66.6%               |
| 박카스 2010            | 김윤환    | 2승 1패                  | 2승 1패 | 2승 3패 | 6승 5패                | 54.5%               |
| 진에어 2011            | 신동원    | 2승 1패                  | 2승 1패 | 1승 3패 | 5승 5패                | 50%                 |
| 티빙 2012              | 김명운    | 3승                      | 3승 1패 | 2승 3패 | 8승 4패                | 66.6%               |

역대 4위 시드자 승률
| 리그명                 | 선수 이름 | 16강                 | 8강     | 4강     | 총 전적                | 승률                  |
| ---------------------- | --------- | -------------------- | ------- | ------- | ---------------------- | --------------------- |
| 박카스 2008            | 김택용    | 2승 1패 (재경기 2승) | 2승     | 1승 3패 | 6승 5패(재경기 적용시) | 54.5% (재경기 적용시) |
| EVER 2008              | 손찬웅    | 2승 1패              | 2승 1패 | 1승 3패 | 6승 5패                | 54.5%                 |
| 인크루트 2008          | 김준영    | 2승 1패              | 2승 1패 | 1승 3패 | 5승 5패                | 50%                   |
| BATOO 08~09            | 조일장    | 2승 1패 (재경기 2승) | 2승 1패 | 3패     | 6승 5패(재경기 적용시) | 54.5% (재경기 적용시) |
| 박카스 2009            | 문성진    | 2승 1패              | 2승 1패 | 3패     | 4승 5패                | 44.4%                 |
| EVER 2009              | 이영한    | 2승 1패              | 2승 1패 | 1승 3패 | 5승 5패                | 50%                   |
| 대한항공 2010          | 김구현    | 2승 1패              | 2승 1패 | 3패     | 4승 5패                | 44.4%                 |
| 대한항공 2010 Season 2 | 송병구    | 2승 1패              | 2승     | 2승 3패 | 6승 4패                | 60%                   |
| 박카스 2010            | 김현우    | 2승 1패              | 2승 1패 | 3패     | 4승 5패                | 44.4%                 |
| 진에어 2011            | 어윤수    | 2승 1패              | 2승 1패 | 3패     | 4승 5패                | 44.4%                 |
| 티빙 2012              | 이영호    | 1승 2패 (재경기 2승) | 3승 1패 | 3패     | 6승 6패                | 50%                   |

스타크래프트 II 전환 이후에는 리그 방식이 기본적으로는 브루드 워 경기의 방식과 동일하나, 8강은 5전 3선승제, 4강과 결승은 7전 4선승제로 변경되었으며 EVER 스타리그 2007 이후 5년만의 3,4위전을 도입하고 이 또한 7전 4선승제로 진행하였으나 2013 WCS 코리아 시즌 2 옥션 올킬 스타리그에서는 3,4위전을 치루지 않았다. 그리고 시드는 결승 진출자는 기본적으로 1,2번 시드를 받았으나 3,4위의 경우 아직 브루드 워 방식과는 일치하지 않았으므로, 시드는 결승 진출자만 받았다는 점을 감안한다.

## 역대 스타리거
저그 대표적 스타리거 홍진호-박성준-마재윤-이제동
테란 대표적 스타리거 임요환-이윤열-최연성-이영호-정명훈
프로토스 대표적 스타리거 강민-박정석-오영종-송병구-김택용-허영무

## 역대 스타리그
2000 하나로통신배 투니버스 스타리그부터 스타크래프트: 브루드워 마지막 스타리그인 tving 스타리그 2012까지 총 33회의 리그가 열렸다.(다만 리그가 2012년 7월 16일부터는 스타크래프트 II로 이어졌으므로 스타리그의 전신인 99 PKO를 포함하여 WCS 시즌2 코리아 옥션 스타리그 2013까지 총 36회의 리그가 열렸다.)
스타리그 기록
- 스타크래프트: 브루드 워 첫 번째 경기 - 99 PKO 16강 1조 1경기 봉준구 대 김태훈
- 최초의 우승 - 최진우(99 PKO)
- 최초의 준우승 - 국기봉(99 PKO)
- 1000번째 경기 - 신한은행 스타리그 2005 16강 C조 3경기 최연성 대 차재욱
- 2000번째 경기 - EVER 스타리그 2009 36강 H조 1경기 1Set 이성은 대 김재훈
- 스타크래프트 : 브루드 워 마지막 경기 - tving 스타리그 결승4경기  허영무 대 정명훈(2513번째 경기)
- 스타크래프트 II: 자유의 날개 최초의 첫 승 - 박수호 (옥션 올킬 스타리그 2012 16강 A조 1경기(대 허영무))
- 스타크래프트 II: 자유의 날개 첫 번째 경기 - 옥션 올킬 스타리그 2012 16강 A조 1경기 허영무 대 박수호 (2514번째 경기)
- 스타크래프트 II: 자유의 날개 마지막 경기 - 옥션 올킬 스타리그 2012 결승전 4경기 정윤종 대 박수호 (2567번째 경기)
- 스타크래프트 II: 군단의 심장 첫 번째 경기 - 2013 WCS 코리아 시즌 2 옥션 올킬 스타리그 32강 A조 1경기 김민철 대 정승일 (2568번째 경기)
- 스타크래프트 II: 군단의 심장 최초의 첫 승  - 정승일 (2013 WCS 코리아 시즌 2 옥션 올킬 스타리그 32강 A조 1경기 대 김민철)
- 스타크래프트 II: 군단의 심장 마지막 경기 2013 WCS 코리아 시즌 2 옥션 올킬 스타리그 결승전 6경기 조성주 대 정윤종
- 최초의 스타리그 2회 연속 우승 - 임요환(2001 한빛소프트배 스타리그, 2001 코카콜라배 스타리그 우승)
- 최초의 스타리그 3회 연속 결승 진출 - 임요환(2001 한빛소프트배 스타리그, 2001 코카콜라배 스타리그, 2001 SKY배 스타리그)
- 최초의 100승 - 임요환(신한은행 스타리그 2005 16강 VS 송병구)
- 최초의 골든마우스(스타리그 3회 우승) - 이윤열(2002 Panasonic배 온게임넷 스타리그, IOPS 스타리그 04~05, 신한은행 스타리그 2006 Season 2 우승)
- 최연소 스타리그 진출 - 이영호(2007 Daum 스타리그) 만 15년 10개월에 진출.
- 최고령 스타리그 진출 - 임재덕 (옥션 올킬 스타리그 2012) 만 29세 7개월에 진출.
- 최초의 외국인 스타리거 - 빅터마틴
- 최초의 외국인 우승자 - 기욤 패트리
- 최다 결승전 진출 - 임요환(6회)
- 최다 우승 - 박성준, 이윤열, 이제동, 이영호 (3회)
- 최다 준우승 - 임요환, 정명훈(4회)
- 최연소 스타리그 우승(개인리그 최연소 우승 타이틀) - 이영호(15세 8개월 10일 - 박카스 스타리그 2008)
- 최고령 스타리그 우승 허영무(23세 3개월 1일 - Tving 스타리그 2012)
- 스타리그 처음으로 진출해서 우승한 선수 (로얄로더) - 최진우, 기욤 패트리, 임요환, 김동수, 이윤열, 박성준, 오영종, 이제동, 정윤종, 조성주
- 최고령 로얄로더 - 임요환(한빛소프트 배) 20세 8개월 1일
- 최연소 로얄로더 - 조성주(WCS 시즌2 옥션 올킬 2013) 16세 13일
- 최단기간 골든마우스 수상 - 이제동(EVER07-바투-박카스09) 연속6시즌내에 3회우승
- 최연소 골든마우스 - 이영호(대한항공 S2) 18세 2개월 6일
- 최연소 그랜드슬램 - 이영호(박카스 스타리그 2008, EVER 스타리그 2009, KAL 스타리그 2010 S2)-이윤열 이후에 7년7개월
- 테란 최초 우승 - 임요환(2001 한빛소프트 배)
- 프로토스 최초 우승 - 김동수(2000 프리첼 배)
- 저그 최초 우승 - 박성준(2004 질레트 배)
- 랜덤 최초 우승(2000년 이전) - 최진우(99 PKO)
- 최초의 양대리그 우승 - 임요환(Cocacola배 온게임넷 스타리그, KPGA투어 1차리그)[10]
- 프로토스 중 최초의 양대리그 우승- 강민 (NHN 한게임 03-04, 스타우트 MSL)[10]
- 저그 중 최초의 양대리그 우승 - 이제동(곰 tv MSL S4, EVER 스타리그 2007)
- 리버스 스윕 우승(2연패 후 3연승으로 우승) - 김준영(다음 스타리그 2007, 최초의 리버스스윕 우승), 이제동(BATOO스타리그 08~09), 김정우(대한항공 스타리그 2010)
- 가장 많은 경기를 한 우승자 24강 한동욱 23경기  16강 최연성 20경기 36강 김정우 (24경기, 36강 포함)
- 최초의 동명이인전 - 박성준 VS 박성준 (SO1 스타리그 2005 16강)
- 사상 최초로 8강에 2종족을 편성 - 테란 5명, 저그 3명 (2002 Panasonic배 온게임넷 스타리그)
- 최다 출전 우승 - 송병구 (인쿠르트 스타리그 2008, 9회출전만에 우승)
- 최장 시간 경기 - 이재호 VS 진영수 (EVER 스타리그 2007 16강, 1시간 24분 37초, 모든 공식전 포함)
- 최단 시간 경기 - 정명훈 VS 김윤환 2분 40초 (박카스 스타리그 2010 4강 1회차 3경기)
- 본선 최단 시간 경기 - 변은종 VS 박명수 (신한은행 스타리그 2006 시즌 1 8강) 3분 5초
- 최단 시간 5전제 - 박명수 VS 문성진 (박카스 스타리그 2009 4강 A조) 20분 19초
- 최단 시간 결승 - 이영호 VS 송병구 (박카스 스타리그2008) 42분
- 스타리그 최초의 무승부 - 김명운 VS김상욱 (박카스 스타리그 2010 36강)
- 스타리그 최다 연승 - 11승 박태민 (2003년 9월 30일 ~ 2004년 1월 30일), 김택용 (2009년 1월 28일 ~ 3월 20일)
- 본선 최다 연승 - 11승 김동수 (2000년 10월 18일 ~ 2001년 11월 30일), 김택용 (2009년 1월 28일 ~ 3월 20일)
- 본선 진출 최다 횟수 - 17회 송병구[11]
- 본선 연속진출 최다 횟수 - 15회 이영호
- 스타리그 본선 최다 다전 - 홍진호 - 134전
- 스타리그 본선 최다 다승 - 임요환 - 83승
- 종족별 우승 - 테란 14회, 저그 9회, 프로토스 9회 (~ 티빙 2012)
- 종족별 준우승 - 저그 13회, 테란 12회, 프로토스 9회 (~ 티빙 2012)
- 종족별 결승 진출 - 테란 26회, 저그 21회, 프로토스 18회 (~ 티빙 2012)
- 단일 대회 최다 출전 종족 - 36강 저그16명 (박카스 2009, 2010 대한항공 시즌 1), 24강 저그 13명 (프리챌 배) 테란 13명 (신한은행 2006 시즌3), 16강 테란 10명 (Daum 2007)
- 단일 대회 최소 출전 종족 - 24강 프로토스 2명(신한은행 2006 시즌3) 16강 프로토스 1명 (IOPS 2005)[12]
- 종합 대회 최다 출전 종족 - 테란, 총 552명 중 204명(~ 박카스 2009)
- 종합 대회 최소 출전 종족 - 프로토스, 총 552명 중 136명(~ 박카스 2009)
- 종합 대회 2위 출전 종족 - 저그, 총 552명 중 196명(~ 박카스 2009)
- 스타리그 최초의 테란 대 테란 결승 - 임요환 vs 최연성 (EVER 2004 스타리그)
- 스타리그 최초의 저그 대 저그 결승 - 박명수 vs 이제동 (박카스 스타리그 2009)
  - 양대 최초의 저저전 결승은 Cyon MSL (조용호 vs 마재윤)임.
- 최초의 동족전 결승 - 강민(P) vs 박용욱(P) (2003 Mycube배)
- 스타리그 최초 세종족 상대로 우승 - 이제동[13]
  - EVER 2007 VS 송병구(P), BATOO 08-09 VS 정명훈(T), 박카스 2009 VS 박명수(Z)
- 스타리그 최다 후원 - 5회 (EVER 스타리그(04,05,07,08,09))
- 스타리그 최장 기간 후원 - 신한은행(신한은행 05,신한은행 06 S1,신한은행 06 S2, 신한은행 06 S3, 신한은행 마스터즈)
- 스타리그 최초 생방송 - 2001 한빛소프트배 온게임넷 스타리그 (2001년 2월 16일)
- 스타리그 최장 시간 생방송 - 대한항공 스타리그 2010 Season 1(16강 재경기  (7시간 23분))
- 스타리그 최다 재경기 - 대한항공 스타리그 2010 Season 1-16강 D조 하위 동률 재경기 : 김정우, 김창희, 이영한 - 12경기(재재재재경기,4차 재경기) 끝에 김정우가 8강 진출)
- 스타리그 최다 생방송 경기 - 대한항공 스타리그 2010 Season 1 16강 C,D조 재경기에서 무려 17경기가 나왔다.
- 스타리그 사상 첫 스튜디오 외 결승전 - 2000 프리챌배 온게임넷 스타리그 - 연세대학교 백주년 기념관
- 스타리그 사상 첫 체육관 결승전 - 2001 코카콜라배 온게임넷 스타리그 - 장충체육관
- 스타리그 사상 첫 야외 결승전 - 2002 SKY배 온게임넷 스타리그 - 올림픽공원 평화의 광장
- 스타리그 사상 첫 심야 결승전 - 신한은행 스타리그 2006 Season 1 - 경기시작시간 : 2006년 6월 23일 밤 11시
- 스타리그 사상 첫 야구장 결승전 - 2003 Mycube배 온게임넷 스타리그 - 잠실야구장
- 스타리그 사상 첫 격납고 결승전 - 대한항공 스타리그 2010 - 김포공항 대한항공 격납고 (수용인원:2만명 이상~)
- 스타리그 사상 첫 해외 결승전 - 대한항공 스타리그 2010 Season 2- 중국 상해 동방명주탑
- 스타리그 사상 첫 결승 리매치 - 박카스 스타리그 2010 - 정명훈 vs 송병구
- 스타리그 사상 첫 2연속 동일대진의 결승 - 정명훈 vs 허영무(진에어 스타리그 2011, Tving 스타리그 2012)
- 스타리그 첫 공식 엠블럼 - 2003 Mycube배 온게임넷 스타리그
- 스타리그 첫 조지명식 -2002 SKY배 온게임넷 스타리그
- 스타리그 첫 선수 오프닝 - 2002 Panasonic배 온게임넷 스타리그
- 스타리그 결승전 최다 관중 - 2002 SKY배 온게임넷 스타리그(2만 5천여명)
- 스타리그 결승전 최소 관중 - 2002 NATE배 온게임넷 스타리그 (700여명), 옥션 올킬 스타리그 2012 (700여명)
- 조별풀리그에서 최초로 하루에 2회연속 경기를 치룬 선수 - 김학수(vs 임재덕, vs 김성현)
- 협회 대 연맹 최초 다전제 경기 - 옥션 올킬 스타리그 2012 8강 A조 정윤종 대 원이삭
- 스타리그 7전제 최초 리버스 스윕 - 정윤종 (옥션 올킬 스타리그 2012 4강 A조 vs 김성현)
- 스타리그 7전제 연속 리버스 스윕패 - 김성현 (옥션 올킬 스타리그 2012 4강 A조 vs 정윤종, 3,4위전 vs 장민철)
- 스타크래프트: 브루드워 최후의 우승자 - 허영무 (tving 스타리그 2012)
- 스타크래프트 II : 자유의 날개 최초이자 최후의 우승자 - 정윤종 (옥션 올킬 스타리그 2012)
- 스타크래프트 II : 군단의 심장 최초의 우승자이자 마지막 스타리그 우승자 - 조성주 (2013 WCS 코리아 시즌 2 옥션 올킬 스타리그)

## 스타리그 우승자 상징

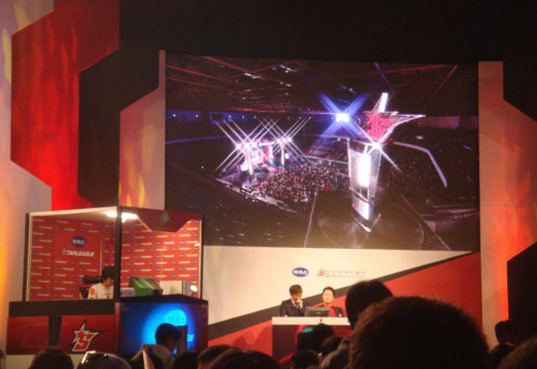
박카스 스타리그의 트로피

- 우승자 배지 : So1 스타리그 2005부터 역대 스타리그 우승자에게 마우스맨(스타리그 초창기 로고(2003 Mycube배 온게임넷 스타리그~신한은행 스타리그 2006 Season 2))과 스타리그 로고가 새겨져있는 직사각형 배지 수여 (최초 수여자 : 오영종)
- 우승자 트로피
  - 우승자 트로피 상단부에는 스타리그의 영문 첫글자인 S가 있으며 전체적으론 위로 갈수록 넓어지는 삼각 기둥 형태로 앞면엔 역대 우승자명단이 새겨져 있다.
  - 변천 과정
    - 초기엔 우승컵처럼 트로피를 만들었으나, 이후 신한은행 스타리그 2005까지는 크리스탈 트로피에 역대 우승자명단이 새겨져 있는 형식으로 자리잡는다.
    - 신한은행 스타리그 2006 : 옆면이 S자 형태로 되어 있고 스파크 모양을 선보이며 일명 스파크 트로피라는 별명이 붙었다(신한은행 스타리그 시즌 2, 시즌3 에선 디자인을 수정해 사용)
    - 현재의 형태가 갖추어진 건 다음 스타리그 2007부터였다. 다음 스타리그 2007 때는 상단부에 S와 V자 기둥을 조합시킨 트로피가 사용되었고, EVER 스타리그 2007부터는 디자인에 수정을 가해 트로피에 역대 우승자목록을 앞면에 새겨서 2013 WCS 코리아 시즌 2 옥션 올킬 스타리그까지 사용되었다.
- 1회 우승마다 스타리그 우승자 배지 수여
- 3회 우승 골든 마우스 : 이윤열, 박성준, 이제동, 이영호 수상
- 5회 우승 플래티넘 마우스
- 7회 우승 다이아몬드 마우스

## 스타리그의 법칙

### 가을의 전설
- 다른 계절에는 성적이 안나오던 프로토스가 스타리그의 가을 시즌만 되면 우승을 한다는 법칙을 말하며 역대 가을에 벌어진 온게임넷 스타리그 결과는 다음과 같다. (T:테란 P:프로토스 Z:저그)

2000 프리챌배 온게임넷 스타리그 우승 : 김동수(P), 준우승 :  봉준구(Z)
2001 SKY배 스타리그 우승 : 김동수(P), 준우승 : 임요환(T)
2002 SKY배 스타리그 우승 : 박정석(P), 준우승 : 임요환(T)
2003 Mycube배 스타리그 우승 : 박용욱(P), 준우승 : 강민(P)
2004 EVER 스타리그 우승 : 최연성(T), 준우승 : 임요환(T) → 가을의 전설이 처음으로 끊김
2005 So1 스타리그 우승 : 오영종(P), 준우승 : 임요환(T)
2006 신한은행 스타리그 시즌 2 우승 : 이윤열(T), 준우승 : 오영종(P) → 다시 가을의 전설이 끊김
2007 EVER 스타리그 우승 : 이제동(Z), 준우승 : 송병구(P) → 가을의 전설이 2년 연속 끊김
2008 인크루트 스타리그 우승 : 송병구(P), 준우승 : 정명훈(T) → 3년 만에 가을의 전설이 다시 이어짐
2009 EVER 스타리그 우승 : 이영호(T), 준우승 : 진영화(P) → 다시 가을의 전설이 끊김
2010 대한항공 스타리그 시즌 2 우승 : 이영호(T), 준우승 : 이제동(Z) → 가을의 전설이 2년연속 끊김
2011 진에어 스타리그 우승 : 허영무(P) , 준우승: 정명훈(T) → 3년만에 다시 시작된 가을의 전설
2012 tving 스타리그 우승 : 허영무(P) , 준우승 : 정명훈(T) → 최초로 2연속 같은선수 리벤지매치. 가을의 전설이 이어짐
2012 옥션 올킬 스타리그 우승 : 정윤종(P) , 준우승: 박수호(Z) → 종목 전환후에도 가을의 전설이 다시 이어짐
2013 WCS 시즌2 옥션올킬 스타리그 우승 : 조성주(T) , 준우승:정윤종(P) → 다시 가을의 전설이 끊김

### 우승자 징크스
- 이전 시즌에서 우승한 선수는 다음 시즌 16강, 혹은 8강에 떨어지는 징크스를 말한다. 즉, 우승자 징크스를 깨려면 최소한 차기 시즌 시드를 따야 된다는 말이다.
- 임요환의 3연속 결승 진출 이후 계속되던 이 징크스는 2006 신한은행 스타리그 시즌 2의 우승자인 이윤열 선수(위메이드 FOX)가 2006 신한은행 스타리그 시즌 3에서 준우승을 함으로써 깨지는 듯 했으나 이 후에도 김준영, 이제동, 이영호, 박성준, 송병구, 이제동(EVER 스타리그 2009. 박카스 스타리그 2009때에는 김명운을 꺾고 진출함으로 깨버렸지만, EVER 스타리그 2009 때에는 이영호에게 2:0으로 지면서 탈락했었다) 등이 모두 차기 시즌 초반에 조기 탈락하면서 우승자 징크스는 2013년 WCS 2013 시즌2 옥션올킬 스타리그까지도 남아있었다.
- 이 징크스를 마지막으로 깬 것은 2012년 7월 10일, 허영무가 김명운을 3:2로 잡은 것이 최근 기록이다. 이후 허영무는 2012 티빙 스타리그에서 우승을 함으로써 징크스를 완벽히 깬 마지막 선수로 남았다.

#### 우승자 징크스 타파기록
- 2006년 신한은행 스타리그 시즌 3 - 이윤열 - 준우승 (마재윤 1:3 패)
- 2009년 박카스 스타리그 - 이제동 - 우승 (박명수 3:0 승)
- 2010년 대한항공 스타리그 - 이영호 - 준우승 (김정우 2:3 패)
- 2011년 진에어 스타리그 - 정명훈 - 준우승 (허영무 2:3 패)
- 2012년 티빙 스타리그 - 허영무 - 우승 (정명훈 3:1 승)
- 2013년 WCS 2013 시즌2 옥션올킬 스타리그 -  정윤종 - 준우승 (조성주 4:2 패)

### 이 외의 법칙
- 우승 불가의 법칙 - 4번 이상 스타리그에 진출했으면서도 우승을 못한 선수는 영원히 우승을 못한다는 법칙이었다.
  - 이 법칙은 다음 스타리그에서 4번 이상 스타리그에 진출했으면서도 우승을 한 김준영에 의해 깨졌고(5회), 이후 송병구에 의해 기록이 갱신되었다(9회).
- 준우승자 징크스 - 스타리그에서 준우승하면 다음 대회에 우승을 하지 못한다는 징크스이다.
  - 준우승자 징크스를 깬 선수는 강민, 박성준, 이영호이다.
- 프로토스 2회 연속 우승 - 세 종족 중 유일하게 2회 연속 우승을 하지 못한 종족은 프로토스였다.
  - 프로토스 2회 연속 우승을 한 최초의 선수가 있는데, 바로 마지막 스타크래프트 : 브루드 워 리그 우승자인 허영무이다. (진에어 스타리그 2011 ~ Tving 스타리그 2012)

## 스타리그 오프닝

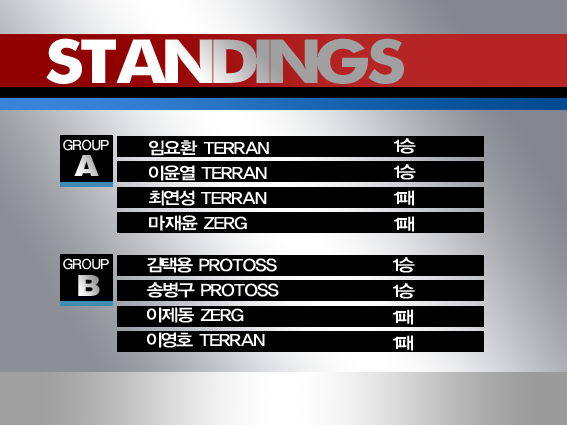
OAP팀 이 제작한 박카스 스타리그 그래픽 패키지

2003 Mycube배 스타리그에서 최초로 도입된 스타리그 오프닝은 시즌마다 발전된 기술을 보여주고 있다. 특히 2006 신한은행 스타리그 시즌 1 오프닝은 세계적인 방송디자인 마케팅 시상식인 프로맥스&BDA 월드 골드 어워즈 2007에서 은상을 수상하였다. 그리고 EVER 스타리그 2007의 프로모션 스팟, 오프닝, 방송그래픽 등을 묶어 출품한 작품이 프로맥스&BDA 월드 골드 어워즈 2007 Art Direction & Design:Topical Campaign부문에서 동상을 수상했다.

### 오프닝의 역사
스타리그 오프닝은 스타크래프트 동영상이나 선수들이 경기하는 모습을 짜깁기 하는데 그쳤으나, 2003 Mycube배 스타리그부터 엠블렘의 도입과 함께 스튜디오에서 직접 선수를 촬영한 오프닝이 등장하면서 오프닝의 개념이 완전히 정립되었다. 이후 온미디어 비주얼 아트팀 내에 일부 인원이 온게임넷을 지원하는 식으로 오프닝을 제작하였으나  2006년 온게임넷 총 책임자가 채널의 비주얼 및 아이덴티티를 전담하는 OAP(On-Air Promotion)팀을 만들었다.
OAP팀의 스타리그 오프닝 데뷔작은 2006 신한은행 스타리그 시즌3 결승전 오프닝이다. OAP팀은 채널에 보이는 다양한 비주얼 및 사운드 그리고 프로그램 패키지 및 프로그램 프로모션을 제작 전담하고 광고스팟, 채널 아이디, 모션그래픽, 스폰서십 마케팅 지원을 2006 신한은행 스타리그 시즌3부터 2013 WCS 코리아 시즌 2 옥션 올킬 스타리그까지 전담하였다.

### 오프닝 음악
오프닝 타이틀에 나오는 음악은 이후에 우승자의 테마곡으로 각인 되고 있으며 이에 발맞춰 BATOO 스타리그 08~09 16강 조지명식 이후 우승자가 한 명씩 등장할 때마다 우승한 대회의 오프닝 음악을 틀었다.

### 그래픽 패키지
OAP팀이 등장하고 나서, 각 대회마다 서로 색다른 그래픽 패키지를 선보였다. 다음 스타리그에서는 ‘불꽃’을 테마로 오프닝과 그래픽 패키지에서 활활 타오르는 모습을 묘사했다. 이후 에버 스타리그 2007에서는 카툰 컨셉, 박카스 스타리그2008에서는 뚜껑이 열리는 모습을 묘사하는 박카스 광고에 맞춰 테마를 만들었으며, 에버 스타리그 2008에서는 ‘사이키 델릭’, 인크루트 스타리그에서는 ‘전설’을 컨셉으로 트로피와 황금을 테마로 선보였으며 특히 BATOO 스타리그 08~09에서는 흰색/검은색 바둑알을 묘사한 독창적인 그래픽 패키지를 선보였다. 박카스 스타리그 2009에서는 박카스의 상징과 여름을 뜻하는 ‘물’을 테마로 한 그래픽, 에버 스타리그 2009에서는 ‘일러스트’를 테마로 남성적이고 감각적인 그래픽을 선보였으며, 대한항공 스타리그 2010에서는 푸른 하늘의 상쾌한 하늘이 배경이며, ‘공항 전광판’을 테마로 항공기의 역동적인 모션을 선보였다. 박카스 스타리그 2010에서는 메탈틱한 이미지를 선보였으며 세련된 느낌을 살려 품위있는 느낌을 주었다.

## 스타걸
스타걸은 신한은행 스타리그 2006 Season 3부터 도입된 도우미로 스타리그 진행시 선수들의 준비 상황과 부스 상태 등을 실시간으로 확인해 경기를 원활히 진행할 수 있도록 돕는 스타리그 스태프이다, 크레디트에는 진행팀으로 소개되었다.

### 역대 스타걸
- 은유은 & 박하윤 : 신한은행 스타리그 2006 Season 3
- 최은애 & 박하윤 : Daum 스타리그 2007 ~ 박카스 스타리그 2008
- 최은애 & 백지현 : EVER 스타리그 2008 ~ 인크루트 스타리그 2008
- 최은애 & 주은실 : BATOO 스타리그 08~09
- 최은애 & 서연지 : 박카스 스타리그 2009 ~ 2013 WCS 코리아 시즌 2 옥션 올킬 스타리그

## 참고
1. ↑  '스타리그'의 부활... 'PC방 폐인'도 돌아올까
2. 1 2 3  월간말 2004년도 10월호(통권 220호) 2004. 10 [대중문화_열기 더해가는 스타크래프트 리그]"프로스포츠가 침체라고? 여기 스타리그가 있다!"
3. ↑  스타리그 10만관중 “신화는 계속됩니다” 경향신문, 2004-07-26
4. ↑  프로게임리그 대중화 시대 연 온게임넷 미디어다음, 2006.09.12
5. ↑  일과 e스포츠에 대한 열정으로 가득한 전용준 캐스터[깨진 링크(과거 내용 찾기)] 포모스
6. ↑  챌린지리그 1위는 차기 스타리그의 4번 시드를 받게 된다.
7. ↑  1위부터 3위까지는 차기 스타리그의 시드를 받는다.
8. ↑  2009년에 이어 2010년에도 적용된 이 골든볼 방식이 지나치게 복잡하고 사실상 시드자와 탑 시드자에게 별다른 특권을 부여하기는커녕 선택에 따르는 부담만 가중시킨다는 비판이 온게임넷 게시판을 중심으로 제기되었다.
9. ↑  단 Tving 스타리그 2012만 분리형이 아닌 하루 5전 3선승제로 진행
10. 1 2  MSL은 첫 우승한 대회를 기재
11. ↑  “'사령관' 송병구, 역대 3번째 스타리그 100승 대기록 달성”. 《중앙일보》. 2012년 5월 22일.[깨진 링크(과거 내용 찾기)]
12. ↑  양대리그를 통틀어 msl에서 먼저 16강 1명이 진출하였다.
13. ↑  양대 통틀어서 최초로 세종족을 상대로 우승한 선수는 최연성이다. (TG 삼보 MSL VS 홍진호(Z), 센게임 MSL VS 이윤열(T), 스프리스 MSL VS 박용욱(P))
14. ↑  Ongamenet On-air Promotion의 약자